# Protorthodes perplexa
Protorthodes perplexa är en fjärilsart som beskrevs av Augustus Radcliffe Grote 1895. Protorthodes perplexa ingår i släktet Protorthodes och familjen nattflyn. Inga underarter finns listade i Catalogue of Life.